# 4415 Echnaton
4415 Echnaton је астероид главног астероидног појаса чија средња удаљеност од Сунца износи 2,337 астрономских јединица (АЈ).
Апсолутна магнитуда астероида је 15,2.